# マタギ

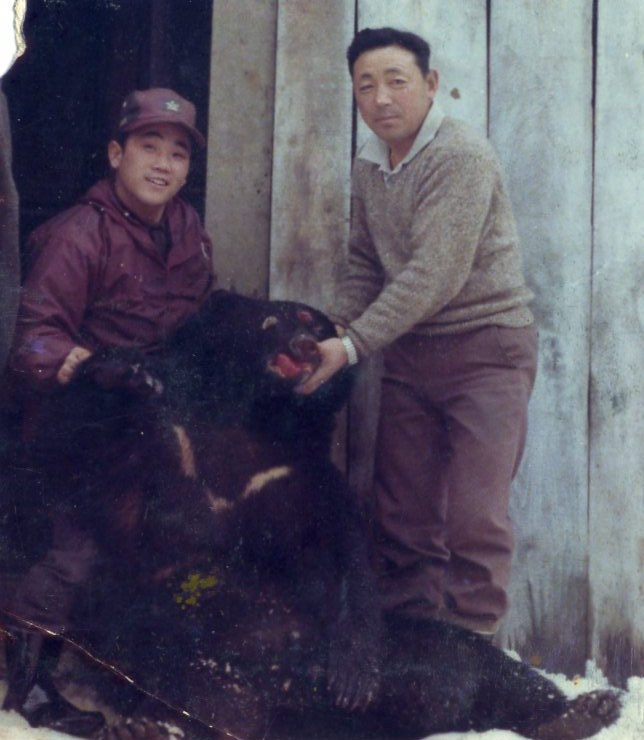
クマを仕留めたマタギ。画像右は上小阿仁村の八木沢集落最後のマタギである佐藤良蔵。

マタギ（又鬼）は、日本の東北地方・北海道から北関東、甲信越地方にかけての山間部や山岳地帯で、伝統的な方法を用いて集団で狩猟を行う者を指す。
「狩猟を専業とする」ことがその定義とされるものの、現代においては単にマタギ郷として有名な土地に生まれ、猟銃を使う猟を生業とする猟師を指すのが一般的である。獲物は主に熊であり、他にはアオシシ（カモシカ、後述）やニホンザル、ウサギなどが狩りの対象となる。
- 古くは山立（やまだち）とも呼ばれており、特に秋田県の阿仁マタギが有名である。その歴史は平安時代にまで遡る。近世以降は狩猟に銃を使うが、独特の宗教観や生命倫理を尊んだという点において、日本の他地方の猟師や近代的な装備の狩猟者（ハンター）とは異なる。
- 杉などの植林に伴う自然森林の減少やカモシカの禁猟化、山村の社会・経済環境の変化により、本来的なマタギ猟を行う者は減少しており、近世に入ってからは、狩猟を専業とする者、つまり本当の意味でのマタギはごく一部となっている[1]。

## 名前の由来
マタギは漢字を当てた場合、「叉鬼」「又鬼」または「𪻆」となる。マタギの語源は諸説あって不明である。有力な説としては、東北地方で狩人を意味する「ヤマダチ（山立）」が訛ってマタギとなったという説、「マタ（シナノキ）の木の皮を剥ぐため入山する人」から来ているという菅江真澄の説、アイヌ語で「冬の人」「狩猟」を意味する「マタンギ」「マタンギトノ」が訛ったものという説、山々を一跨ぎに越えてゆくように歩くからという説、執念深く獲物を追うあるいはクマさえ撃ち殺すのだから「鬼」の「また」強い者ということから叉鬼であるとする説などがある。ただし、日本語のマタギという語が先にあり、この語がアイヌ語に取り入れられたという説もある。

## マタギの成立と伝説
マタギの成立に関しては平安時代とも鎌倉時代とも言われ今なお定かではないものの、伝説的には万事万三郎という猟師を祖としている。マタギたちが所蔵している秘巻『山立根本巻』『山立由来之巻』によると、清和天皇の頃（850～881年）、上野国の赤木明神と下野国の日光権現とが戦い、大蛇である赤木明神の圧倒的な力の前に日光権現は苦戦を強いられた。そこで日光権現は白鹿に化けて山を下り、日光山の麓に住んでいた万事万三郎という弓の達者な猟師に加勢を求めた。果たして万事万三郎は見事に赤木明神の両目を射抜き、たまらず赤木明神は退散したので、これを喜んだ日光権現によって「山立御免（日本全国どこの山でも獣を獲ってよいという免許）」を授かり、これが日光派マタギの始まりといわれている。この巻物が書かれたのは建久四年（1193年）の頃の話であり、この万事万三郎なる猟師は天智天皇の末裔とも伝えられている。

## 概要

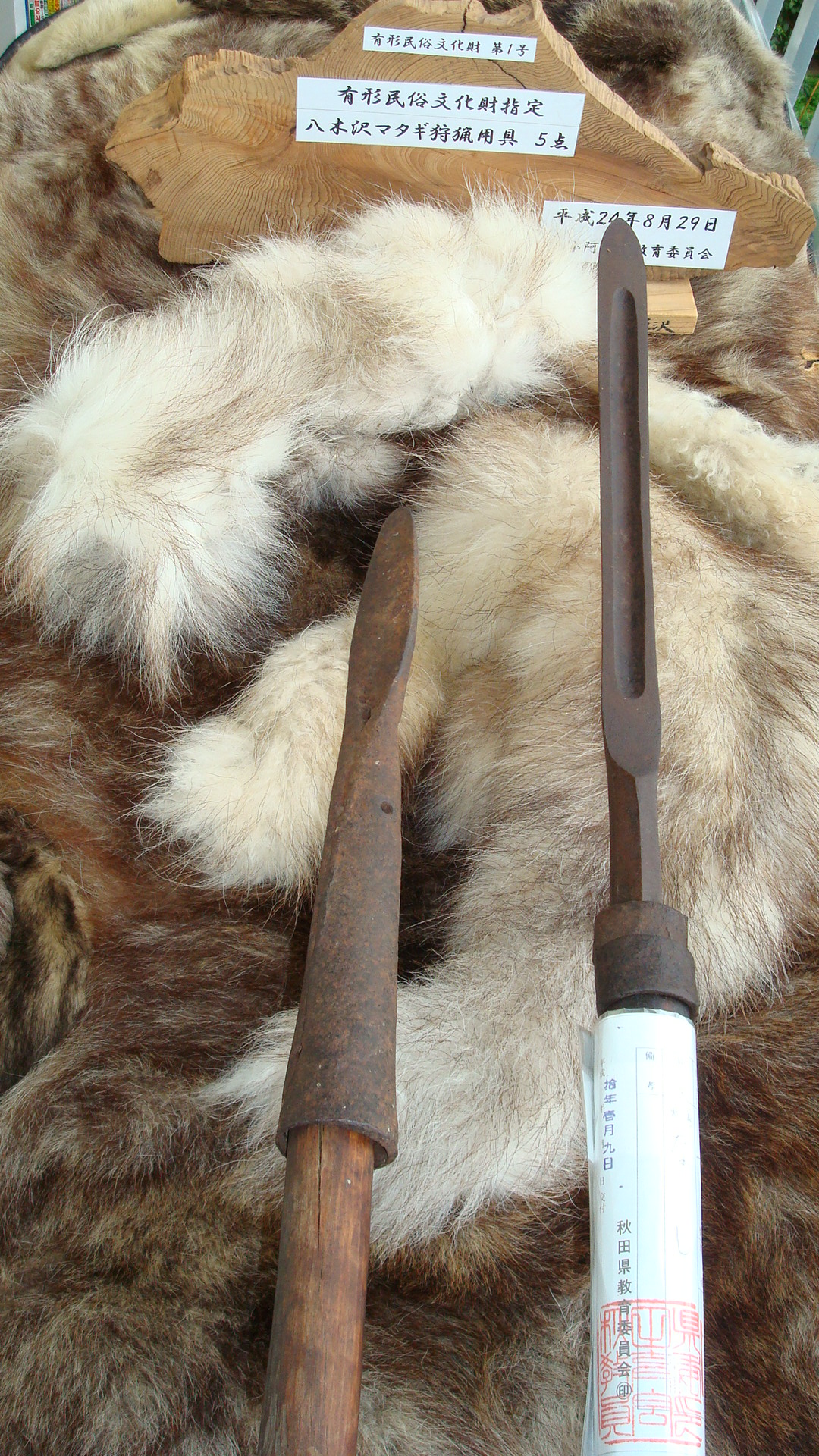
上小阿仁周辺で一般的なマタギ槍（左）と三角柱形状と溝が特徴のマタギ熊槍

マタギの活動時期は冬季～春の芽吹き前の季節に集中している。既に明治維新後の頃にはマタギも専業の者は稀になっており、大半が兼業であった。マタギたちの本職はまちまちであり、猟期ではない夏季は手っ取り早く現金が手に入る鉱山労働や農業、林業などに従事していた。
狩猟の対象は換金効率が高いツキノワグマやニホンカモシカが主だが、昭和初期には乱獲の影響からニホンカモシカが天然記念物に指定され、狩猟が禁じられた。ニホンザルなども乱獲の影響から一時激減したため、時代が降るに連れて換金効率の高いクマに狙いを絞って狩猟するマタギが多くなった。マタギ＝クマ猟師のイメージは、ニホンカモシカやニホンザル等の比較的小型の獣が狩猟対象獣から外された故でもある。
ツキノワグマの胆嚢、いわゆる熊胆は古来から「万病に効く薬」と信じられており、「熊の胆一匁、金一匁」と称されるほど高額で売れた。胆嚢だけでなく、ツキノワグマは毛皮や骨、血液、脂肪までもが余すところ無く、薬や厄除けのお守りとして高値で取引された。まとまった現金収入が見込めない山間僻地の住人たちにとって、クマがもたらす現金収入はまさに生命線であったといえる。
マタギはクマを山の神からの授かり物を捉え、阿仁地区では「ケボカイ」と呼ばれる儀式を行って解体した。毛皮や肉、熊胆など「マタギ勘定」という慣習に従い平等に分けた。
初冬の頃、森の木の葉が落ち、山中でも見通しが効くようになる冬になると、マタギたちは集団をつくって森吉山や八幡平周辺の山地、奥羽山脈や白神山地、朝日連峰のような奥深い森林に分け入り、数日間に亘って狩猟を行った。
猟はかなりの大規模な猟とならない限り日帰りの場合も多く、万が一野宿することとなっても、大半は山中の洞窟をシェルターの代替物として利用したり、その場しのぎの雪洞を掘ったりして野宿していたとされる。狩りが少人数、もしくは単独行である場合、マタギ小屋と呼ばれる小屋に予め米や薪などを運び込んでおくことで飢えと寒さを凌いだ。いざ狩猟が始まると、マタギたちはここを基地としてクマ狩りを行うのである。この小屋は周辺の大木の切り株や木板を並べただけの非常に簡易なものなので、長持ちはしなかった。風雨によって壊れると、翌年はまた新しい小屋がつくられ、マタギ小屋は数世代にわたってマタギたちのベースキャンプとなった。
また、故郷を遠く離れて何ヶ月間も猟をする旅マタギの場合は、「マタギ宿」と呼ばれる馴染みの農家に逗留するなどし、その宿賃は狩猟の後に精算された。場合によっては旅先で婿養子に迎えられるなどして、最終的にはその地に居着いてしまったマタギも多く、こうしてマタギたちが持つ豊かな狩猟の技術の蓄積はじわじわと東北の各所に伝えられていった。こうしたマタギ宿は秋田県由利郡鳥海町、岩手県雫石町田茂木野、沢内村貝沢などに存在していた。
山神様は女性神、しかも相当の醜女であるため、山に女性を入れると、山神様がヤキモチを焼き、猟の失敗と不幸をもたらすと信じられている。したがって、猟のための入山に際しては女人禁制である。もっとも、近年は女性に対して柔軟な考えをも持っている山親方もいる。

### マタギ言葉
マタギは「マタギ言葉」という独特な言葉を用いる（詳細は当該項目を参照）。

## 猟の実態
鉄砲を使った猟の形態としては主に三種類ある。大人数で山中に展開してクマを包囲して仕留める巻狩り、単独もしくは少人数で足跡などの痕跡を辿って獲物を追跡するシノビ猟、冬に越冬穴内で冬ごもり中のクマを仕留める穴熊猟である。現代においてマタギの猟法としてイメージされるのは巻狩りであるが、その他にも鉄砲を用いず、山中で圧殺式の罠を仕掛けるヒラオトシと呼ばれる罠猟等も行っていた。
マタギ組の各人はそれぞれ仕事を分担する。巻狩りの場合、通常は、合図役のムカイマッテの指示に従い、勢子（追い出し役）がクマを谷から尾根に追いたて、鉄砲打ち（ブッパ）のいるところまで追い上げる。一つの集団の人数は通常8～10名程度だが、狩猟の対象によっては数十人編成となることもある。マタギ組の頭領はシカリないしスカリ、親方と呼ばれ、大抵は猟の技術や山の知恵に長けた老練な猟師が任じられた。山中におけるシカリの権限は絶対であり、猟そのものだけでなく、宗教的儀式や炊事など、山中で行われるあらゆることの一切を取り仕切る立場にあった。
また、クマの冬眠期である冬～初春にかけては「穴熊猟」と呼ばれる猟も行われた。これは雪が降る前にクマが越冬しそうな穴（越冬穴）を探しておき、いざ冬となったら中に眠るクマを強制的に追い出して仕留める猟である。この場合、クマは冬眠中であるために毛皮の状態が良く、また何よりも消化に必要な胆汁が使われておらず目方のある熊胆が穫れるため、第二次世界大戦前までは盛んに行われた。
穴熊猟の場合、まずは越冬穴の中に腹ばいで入り、中にクマがいるかどうか確認する。その後、穴に直接衝撃を与えたりして強制的にクマを起こす。冬眠中であったクマは起こされてもすぐには襲いかかってこないため、そこを仕留めた。また、「穴留め」などと称して越冬穴の入り口に手近な柴を立てることも行われた。クマは越冬穴の入り口に障害物があると決して押し出すことはせず、越冬穴の中に引き込もうとする習性があり、穴から半身を出したところを仕留めるのだという。また、クマはこの柴に組みついている間はいきなり飛び出したりはしてこないので、「穴留め」には安全対策の意味もあったという。
無事獲物を仕留めると、獲物の御霊を慰める儀式、皮絶ちの儀式、獲物を授けてくれた山の神に感謝する儀式等が執り行われた。修験道に由来するというこれらの儀式はシカリが主催者となって執り行う。この際に唱えられる呪文はシカリを継ぐ者に対し、先代のシカリから師資相承で受け継がれた。これら各種の儀式や呪文については各マタギ郷毎に微妙な違いがあるものの、真言を唱えるなど、全体的には修験道や真言宗（密教）の影響が色濃いとされる。

### 猟具
現代では鉄砲が使用されるが、明治維新以前は火縄銃が用いられた。鉄砲を意味する「シロビレ」というマタギ言葉もある。このほか槍（タテ）やトリカブトの毒矢を用いた時代もあったと言われる。鉄砲が登場する以前は熊槍と呼ばれる槍を携帯し、これで熊を突き殺して仕留めることもあった。なおアイヌもアマッポ（罠）を見回る際に、護身用として穂先にトリカブトの毒を塗った槍「オプクワ」を携帯していた。
マタギの使用する武器は時代と共に進歩し、明治時代には陸軍払い下げの村田銃、その後はスコープ付きのライフル等どんどん高性能な武器を利用している。しかし、高性能な武器の存在が、集団で狩りを行う必然性をなくし、マタギ文化が衰退した一因ともなっている。古くは、鉄砲に使用される鉛弾や弾薬はマタギたちが自分で調合・作成していた。
その他の持ち物としては、ナガサと呼ばれる独特の形状の山刀を所持した。このナガサは鉈として藪を切り払う他は、料理の時には包丁として使ったり、仕留めた獣の皮を剥ぎ肉を切り分けたりするのにも使用され、いよいよの時は身を守る武器にもなった。このナガサは通常の腰鉈のように木製のハンドルがついたもののほか、鉄を打ち延ばして持ち手の部分を袋状に整形したフクロナガサという一体成型型のものも存在し、ここに棒を差し込んで即席の熊槍として使用することもできた。このナガサは現代に於いても和製サバイバルナイフとして人気があり、アウトドアにも用いられている。
武器以外では、アマブタと呼ばれる編み笠をかぶり、防水・防寒用に犬やカモシカの毛皮をはおった。手袋（テキャシ）もかつては毛皮製であった。穴掘り道具や杖として使う木製のヘラ（オオナギャ、コナギャ）を持ち歩き、冬山ではカンジキを履いた。
その他、ウサギを狩るウサギマタギはワラダと呼ばれる稲藁を編んだものを用いた。ウサギを見つけると、これをフリスビーのように投擲する。その擦過音を猛禽類の羽音と勘違いしたウサギは本能的に身を固くしてじっとしてしまうため、そこを手づかみで捕獲した。
マタギといえばとかく狩猟犬を連れているイメージがあり、マタギ犬と呼ばれる日本犬もいるが、実際のマタギは狩りにあまり犬を用いなかった。これは、マタギの行う狩猟形態が、単独で行われるシノビ猟（獣の足跡を追跡し、仕留める猟）から、多人数で行われる巻狩りに移行したためであると思われる。集団で行う巻狩りのような形態の狩猟においては、クマに対して激しく吠えつく犬の存在はかえって邪魔になったためである。戦前は「地イヌ」と呼ばれる、狩猟犬用として小型の秋田犬がいたが、これは現在知られている大型の秋田犬とは違うとされる。

### 宗教文化
マタギは、山の中ではマタギ言葉という特別な言葉を使い、里で使われる言葉が山で使われることを忌避した。例としては「死ぬ」を「サジトル」と言い、「クマ」を「イタズ」と呼ぶなどである。また、それ以外にも口笛を吹くこと、女性と会話したり、女性の身体に触れたりすること、鉄砲をまたぐこと、七人で山に入ること、お産に立ち会うことなど、禁忌事項も多くあった。厳しい雪山の自然に立ち向かってきたマタギには、「山は山の神が支配する場所、そして熊は山の神からの授かり物」「猟に入る前には水垢離（みずごり）を行う」など独特の信仰を持ち、獲物を仕留めたとき、獲物を解体するとき、狩猟組に新入りを迎えるときなどには特別の呪文を唱え、儀式を執り行った。
マタギの信仰する山の神は嫉妬深い醜女であるとされ、より醜いオコゼを供えることで神が喜ぶとされた。そのため、マタギは猟の際に干物にしたオコゼを懐に入れて持参したという。
また、山の神は好色であり、マタギ発祥の地と云われる阿仁では戦前まで、一人前のマタギとして集団に属する儀式（成人式）の際、新成人はハト（ペニス）をいきり立たせて狂い踊り、山の神との象徴的な交合を行って結婚をする儀式（クライドリ）が執り行われていた。これはマタギ衆以外に公言することが禁忌とされ公言が憚られていたが、戦後の民俗調査での聞き取り記録で明らかになった。
これらの風習について、アイヌ文化の影響を指摘する声がある。また、マタギ言葉もアイヌ語との類似性を指摘されている。これらのアイヌ文化とマタギ文化の類似性は、紀行家の菅江真澄によって江戸時代から指摘されていた。

## 主なマタギ集落
主なマタギが活躍した集落が、そのマタギ集団を指す。山村の過疎化や生活の変化が進んだ現代においては、猟師が激減またはほとんどいなくなったり、狩猟を行う人がいてもマタギ文化が継承されていなかったりする地区もある。一方で後述のように、白神山地や秋田県阿仁地区ではマタギ文化を観光や地域興しに生かしている。また小玉川（山形県）ではマタギの慰霊儀式に由来する「熊まつり」が行われている。獣肉や山菜、キノコなど山の幸を多く使うマタギ料理の店が営まれている地区もある（マタギ料理を売り物とする店は狩猟地ではない東京などにもある）。
- 青森県
  - 西目屋村、深浦町岩坂、鰺ヶ沢町一ッ森町、むつ市川内畑、脇野沢滝山、佐井村川目
- 岩手県
  - 沢内（西和賀町）、大槌町、花巻市
- 秋田県
  - 阿仁・根子・笑内・打当（北秋田市）、八木沢、萩形（北秋田郡）、豊岡、西木、戸沢（仙北市）、六郷（美郷町）、百宅、橇連、皿川、野宅[11]（由利本荘市）
- 山形県
  - 大鳥（鶴岡市）、五味沢・長者原・小玉川（小国町）
- 新潟県
  - 三面（村上市）
- 新潟・長野県境
  - 秋山郷（津南町・栄村）

## 白神マタギ舎
青森・秋田両県にまたがる白神山地では、ツアーガイドや自然保護活動を行う「白神マタギ舎」が活動している。

## 秋田県内のマタギ集落
特定非営利活動法人「秋田花まるっ グリーン・ツーリズム推進協議会」と秋田県観光文化スポーツ部観光戦略課 地域振興班が運営するサイト「美の国秋田・桃源郷を行く」によれば、
以上の通り秋田県内には数多くのマタギ集落が存在したため、現在も色濃くマタギ文化が残っている。

### 阿仁マタギ
秋田県の中でも特に山深く開発が進まなかった北秋田市阿仁地区の森吉山（北緯39度58分36.3秒 東経140度32分39.0秒 / 北緯39.976750度 東経140.544167度）の南麓はマタギの里として知られている。阿仁マタギの狩猟用具は2013年に国の重要有形民俗文化財に指定されている。阿仁マタギ用具は1959年に秋田県の有形民俗文化財に指定されている。秋田内陸縦貫鉄道には北秋田市阿仁中村に阿仁マタギ駅がある他、同駅の周囲に打当温泉「マタギの湯」、くまくま園（旧マタギの里熊牧場）などのマタギの名を冠した観光地がある。
かつて数百人いた阿仁マタギは2020年時点で三十数人に減っており、途絶えた風習も多く、装備の変化も変化している（双眼鏡やトランシーバーなどの導入）。

### 鳥海マタギ
鳥海山を狩猟場とする。鳥海山の東北東、標高400メートルの盆地にマタギ集落の百宅（ももやけ）（北緯39度07分23.6秒 東経140度10分16.2秒 / 北緯39.123222度 東経140.171167度）がある。鳥海マタギは、百宅、橇連（きゃんじきづら）（北緯39度05分19.7秒 東経140度14分40.8秒 / 北緯39.088806度 東経140.244667度）、皿川（北緯39度03分16.2秒 東経140度18分41.3秒 / 北緯39.054500度 東経140.311472度）の3系統に大別される。

## 近代における記録及び考証
江戸時代の国学者、鹿持雅澄が残した『幡多方言』の原本に「シシガリヲ マトギト云フ」がある。浜田数義はこれを解説し、「マトギは猪狩りのことであるが北幡の各地には猪狩りだけでなく兎でも狸でもすべて山猟に行く場合に使われている。マトギは東北地方の「マタギ」という言葉と関連がある古い言葉ではないかと思われる。」と述べている。
昭和7年から山村言葉を集めた柳田國男と倉田一郎の『分類山村語彙』には、「マトギ　東北で狩人を謂ふマタギといふ語と、もとは一つであったと考えられる。四国だけに遣ってゐるこの語は狩獵のこと。土佐の幡多郡で、シシガリをマトギと謂った。今も十川でこの語を聞く。四国山脈よりの檮原、伊豫の宇和島の山地でも、まだ広く使われている。瀬戸内海に面した地方はないが、讃岐あたりでは獣を獲る者をマトウの者と呼ぶのはその遺蘖か。」「モヤヒマトギ　土佐檮原で庄屋マトギといふのは、村中総出の狩のこと。」と記している。
千葉徳爾は「北宇和島郡と高知県幡多郡にまたがる鬼ヶ城山郡には、大形野生獣としてツキノワグマ・ニッポンシカ・ニッポンイノシシが棲息する。」「宇和島郡では狩をマトギという。」「狩の中心はイノシシとカシシでクマはとるものではなかった。」「マトギに行くとき女性に遭ことはきわめて縁起悪いとされる。」「熊をとってはいけない。熊は位が高いから猟師はそのくらいに負けるのだ。」「もし射ったら鉄砲を尻の下に敷いてしばらくすわっている。その間自分目を隠している。熊の毛を水流れの三方に分け散らして、この毛が流れあうまでわざすな」と唱える。九州のように墓を立てることは聞かない。」九州では墓をたてないとする九州はどの地域なのかの記述はない。
宮本常一は『四国の山村』で「土佐にはじめて足を入れたのは昭和十六年の二月だった。」「音地という所で狩りの話をきいた。この辺りでは狩のことをマトギと謂っている。イノシシが多くとれるようで、村には一人か二人マトギの名人が居た。マトギは東日本で言はれているマタギと關係あるかと思う。遠くへだてて日本の中の南にこの語があり、しかも共に狩を意味しているのであるが、他の地方では之に似た言葉をきいた事はない。」
『綜合日本民俗語彙 第4巻』の「マトギ」には、「四国の山地で狩獵のこと。東北地方で狩人をマタギというのともと一つであったと思われる。愛媛縣宇和郡の山地にも広く使われている。」「獵人をマトギと呼ぶところもある。」「香川縣で獣をとる者をマトウの者というのは、その名殘かもしれない。」とある。「マタギとは別の起源である説もある」とも記しているが、その出典は示されていない。
高橋文太郎は「多くの人は何でもし少し判らぬ東北語はアイヌ語に結びつけて得意になっているが、アイヌと日本人との接觸は東北地方において、密接であるにしても、悉くアイヌ語源説にて説くのはきけんである。アイヌも狩猟に行くことを「マタギに行く」といふが之は國語でアイヌが話しをする際に用いる言葉であると知里真志保氏は嘗て話された。それ故、アイヌの用ひるマタギといふ語は、語源は本邦にあるのであろう。」と記している。
これらのことからマトギとマタギは古代人達の共通用語のように記載されているが、共通用語は九州や中部などにはなかったのか、あっても消滅したのかについての記載はない。マタギ・マトギはアイヌ語由来とすれば、同義語と思われるマトギが四国山地にあることは、四国にもアイヌが居住したことになるがその記述もない。また、蝦夷の移配が伊予国にも及んだことと、柳田國男・倉田一郎のいう「伊豫の宇和島の山地でも、まだ広く使われている」との関連性を述べた記載もない。

## 作品
- 映画
  - リメインズ 美しき勇者たち - （監督：千葉真一、1990年）
  - マタギ
  - イタズ 熊
  - ある船頭の話
- 文学
  - 志茂田景樹『黄色い牙』
  - 戸川幸夫『山岳巨人伝』
  - 邂逅の森
  - なめとこ山の熊
- 漫画
  - 銀牙 -流れ星 銀-
  - 釣りキチ三平
  - マタギ列伝
  - ザ・ワールド・イズ・マイン
  - ゴールデンカムイ
  - 邪眼は月輪に飛ぶ
  - マタギガンナー